# Me and You and a Dog Named Boo
"Me and You and a Dog Named Boo" is een nummer van de Amerikaanse zanger Lobo. Het verscheen op zijn debuutalbum Introducing Lobo uit 1971. In maart van dat jaar werd het uitgebracht als zijn debuutsingle.

## Achtergrond
"Me and You and a Dog Named Boo" is geschreven door Lobo, onder zijn echte naam Kent LaVoie, en geproduceerd door Phil Gernhard. Lobo vertelde over de totstandkoming van het nummer: "Ik werkte aan een aantal liedjes, waaronder eentje waarin ik met een meisje door het land reisde, en ik probeerde een rijm te vinden op 'you and me'. 'Me and you' was waarschijnlijk makkelijker geweest, maar ik wilde correcte grammatica gebruiken. Ik kon geen rijm vinden die paste bij wat ik in het lied wilde vertellen. Nadat ik naar mijn huis in Florida terugkeerde, draaide ik de zin om zodat deze 'me and you' zei. Ik dacht eraan toen ik in een kamer zat waarin je door een grote glazen deur naar de achtertuin kon kijken. Mijn Duitse herder Boo kwam de kamer in rennen en keek naar mij. Ik dacht, 'nou, dat is best freaky. Waarom noem ik 'a dog named Boo' niet in de tekst?' Dat is letterlijk hoe het lied ontstond. Opeens kwam alles samen. Ik was nooit op een van de plekken die ik in het nummer heb genoemd geweest, behalve in Georgia, maar ik bleef maar plaatsnamen noemen die ver weg klinken, zoals Minneapolis en L.A."
"Me and You and a Dog Named Boo" werd een grote hit. Het piekte op de vijfde plaats in de Amerikaanse Billboard Hot 100 en was zijn eerste van vier nummer 1-hits in de Amerikaanse Adult Contemporary-lijst, waar het twee weken bleef staan. In de Britse UK Singles Chart kwam het tot de vierde plaats, terwijl het in Nieuw-Zeeland een nummer 1-hit werd. Ook in onder meer Australië, Canada, Ierland, Noorwegen en Zuid-Afrika kwam het in de top 10 terecht. In Nederland behaalde de single de achtste plaats in de Top 40 en de zesde plaats in de Daverende Dertig, terwijl in Vlaanderen de tiende plaats in een voorloper van de Ultratop 50 werd gehaald.

## Hitnoteringen

### Nederlandse Top 40
| Hitnotering: 12-06-1971 t/m 31-07-1971 | Hitnotering: 12-06-1971 t/m 31-07-1971 | Hitnotering: 12-06-1971 t/m 31-07-1971 | Hitnotering: 12-06-1971 t/m 31-07-1971 | Hitnotering: 12-06-1971 t/m 31-07-1971 | Hitnotering: 12-06-1971 t/m 31-07-1971 | Hitnotering: 12-06-1971 t/m 31-07-1971 | Hitnotering: 12-06-1971 t/m 31-07-1971 | Hitnotering: 12-06-1971 t/m 31-07-1971 | Hitnotering: 12-06-1971 t/m 31-07-1971 |
| Week                                   | 1                                      | 2                                      | 3                                      | 4                                      | 5                                      | 6                                      | 7                                      | 8                                      |                                        |
| -------------------------------------- | -------------------------------------- | -------------------------------------- | -------------------------------------- | -------------------------------------- | -------------------------------------- | -------------------------------------- | -------------------------------------- | -------------------------------------- | -------------------------------------- |
| Nummer                                 | 27                                     | 16                                     | 10                                     | 9                                      | 8                                      | 9                                      | 14                                     | 40                                     | uit                                    |

### Daverende Dertig
| Hitnotering: 05-06-1971 t/m 24-07-1971 | Hitnotering: 05-06-1971 t/m 24-07-1971 | Hitnotering: 05-06-1971 t/m 24-07-1971 | Hitnotering: 05-06-1971 t/m 24-07-1971 | Hitnotering: 05-06-1971 t/m 24-07-1971 | Hitnotering: 05-06-1971 t/m 24-07-1971 | Hitnotering: 05-06-1971 t/m 24-07-1971 | Hitnotering: 05-06-1971 t/m 24-07-1971 | Hitnotering: 05-06-1971 t/m 24-07-1971 | Hitnotering: 05-06-1971 t/m 24-07-1971 |
| Week                                   | 1                                      | 2                                      | 3                                      | 4                                      | 5                                      | 6                                      | 7                                      | 8                                      |                                        |
| -------------------------------------- | -------------------------------------- | -------------------------------------- | -------------------------------------- | -------------------------------------- | -------------------------------------- | -------------------------------------- | -------------------------------------- | -------------------------------------- | -------------------------------------- |
| Nummer                                 | 30                                     | 24                                     | 14                                     | 6                                      | 10                                     | 11                                     | 10                                     | 18                                     | uit                                    |

### NPO Radio 2 Top 2000
| Nummer met noteringen in de NPO Radio 2 Top 2000 | '99  | '00  | '01  | '02  | '03  |
| ------------------------------------------------ | ---- | ---- | ---- | ---- | ---- |
| Me and You and a Dog Named Boo                   | 1776 | 1568 | 1566 | 1599 | 1623 |

1. ↑  Een vetgedrukt getal geeft de hoogste notering aan.
2. ↑  Deze tabel is bijgewerkt tot en met de laatste editie (2024).